# Eparchia di Ekaterinodar

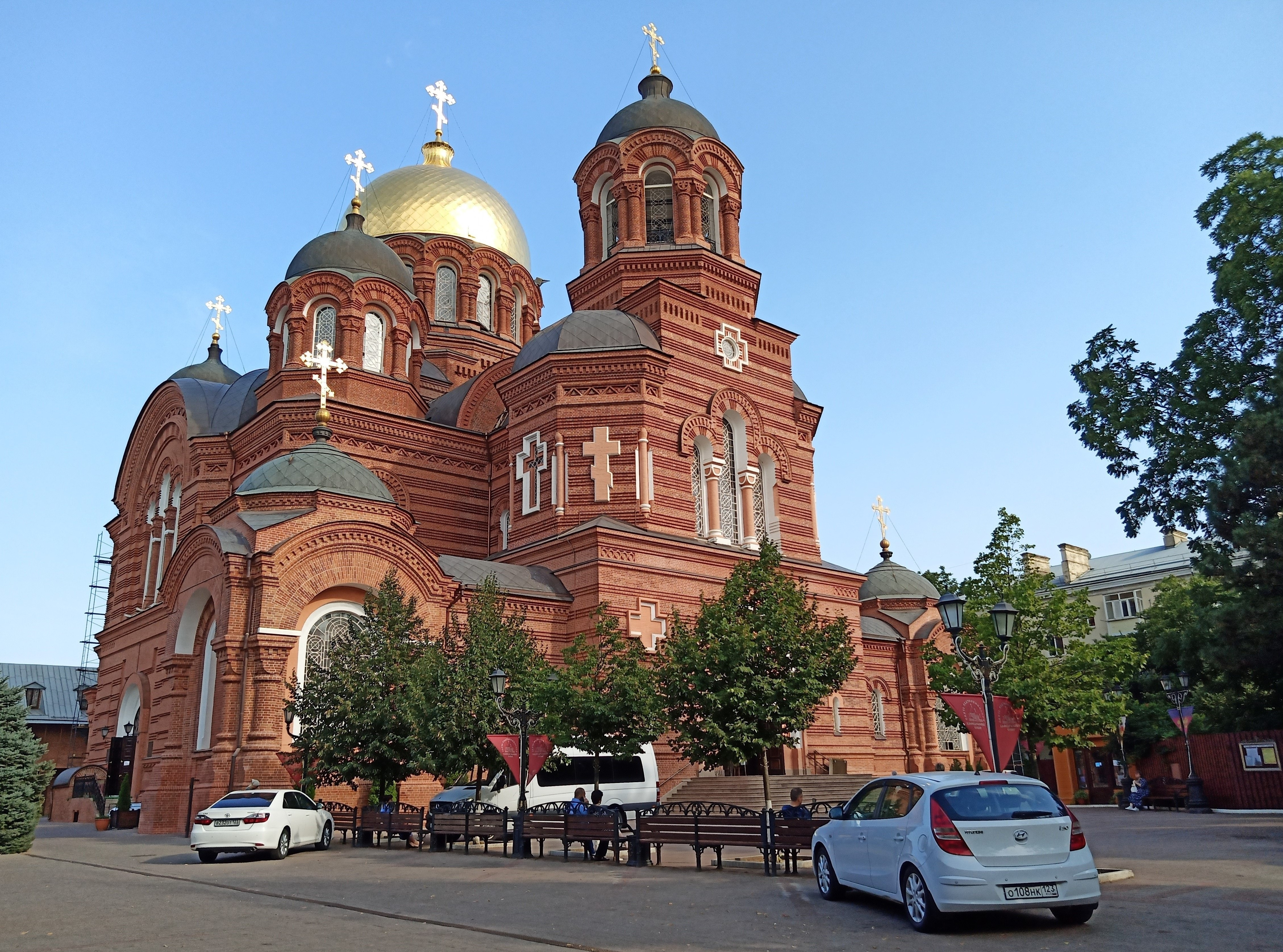
La cattedrale di Santa Caterina di Krasnodar.

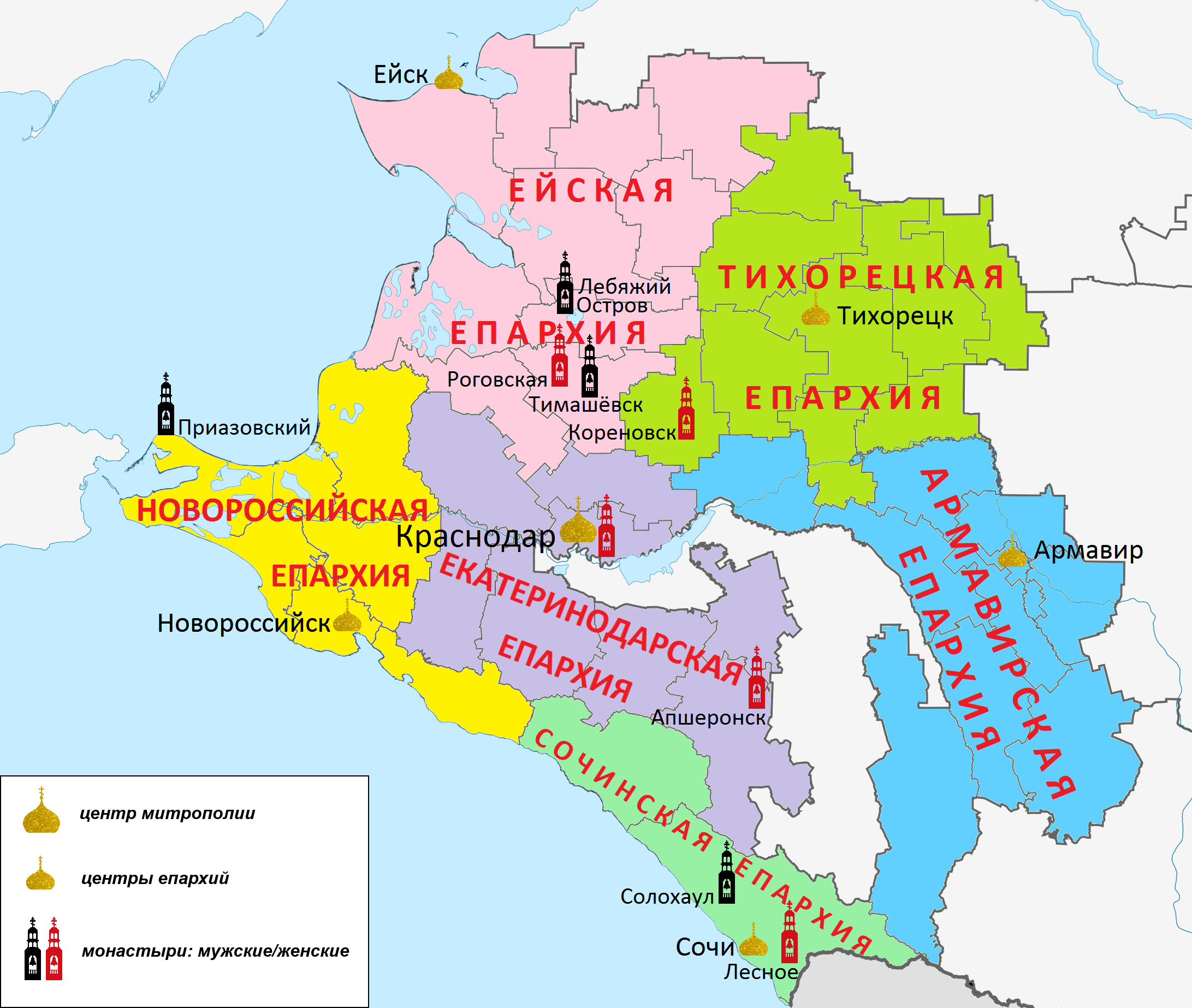
Mappa delle eparchie della metropolia del Kuban': nella parte meridionale, in arancione, il territorio dell'eparchia di Ekaterinodar.

L'eparchia di Ekaterinodar (in russo Екатеринодарская епархия?) è una diocesi della Chiesa ortodossa russa, appartenente alla metropolia del Kuban'.

## Territorio
L'eparchia comprende le città di Krasnodar e Gorjačij Ključ, e i rajon Abinskij, Apšeronskij, Belorečenskij, Dinskoj, Krasnoarmejskij e Severskij nella parte meridionale del territorio di Krasnodar.
Sede eparchiale è la città di Krasnodar (chiamata Ekaterinodar fino al 1920), dove si trova la cattedrale di Santa Caterina.
L'eparca ha il titolo ufficiale di «metropolita di Ekaterinodar e del Kuban».

## Storia
L'eparchia è stata eretta il 18 giugno 1919, ricavandone il territorio dall'eparchia di Stavropol'.
Il 26 febbraio 1994 ha ceduto una parte del proprio territorio per l'erezione dell'eparchia di Majkop, da cui ha ricevuto altri decanati nel 2000.
Il 12 marzo 2013 ha ceduto altre porzioni di territorio a vantaggio dell'erezione delle eparchie di Armavir, Ejsk, Novorossijsk e Tichoreck. Il 28 dicembre 2018 ha ceduto un'altra porzione di territorio a vantaggio dell'erezione dell'eparchia di Soči.